# پاتریسیا روبرتسون
پاتریسیا روبرتسون (به انگلیسی: Patricia Robertson) فضانورد اهل ایالات متحده آمریکا است که در ۱۲ مارس ۱۹۶۳ میلادی در ایندیانا، پنسیلوانیا زاده شد.